# Žigmund Frankopan
Žigmund Frankopan (u nekim izvorima Žikmund, Sigismund, Žigmund Otočki), (*Otočac (?), 1418 (?) – †Otočac, 1465.), hrvatski velikaš, pripadnik roda knezova Frankopana. Stolovao je u  Otočcu, a posjedovao je šire područje Gacke regije, od Prozora, preko Vrhovina i Dabra do Brloga, koje mu je pripalo prigodom velike podjele frankopanskih imanja u utvrdi Tržan-grad u Modrušu 12. lipnja 1449. godine.

## Životopis
Knez Žigmund Frankopan rodio se početkom 15. stoljeća, najvjerojatnije 1418. godine u Otočcu, kao jedan od deset sinova moćnog hrvatskog bana Nikole IV. Frankopana (*~1360 - †1432.) i njegove supruge Doroteje rođ. Gorjanski. U raspoloživim izvorima nema puno podataka o njemu; spominje se tek od 1434. godine. U Otočcu je boravio u svom utvrđenom dvorcu, koji se nalazio na otočiću između rukavaca rijeke Gacke, i koji je bio frankopanski posjed već od ranije. Namjeravao je Otočac učiniti za ono doba suvremenim gradskim sjedištem. Dao je obnoviti benediktinski samostan kojeg su Turci u svojim osvajačkim pohodima ranije uništili. Potom je samostanu i crkvi sv. Nikole u Otočcu darovao nove posjede i prihode.
U izvorima se knez Žigmund spominje 1441. godine kao poslanik kraljice Elizabete Luksemburške, kćeri (nešto ranije preminuloga) kralja Žigmunda Luksemburškog, u Češkoj. On je, usprkos razmimoilaženjima među braćom, u burnim godinama nakon smrti kralja Žigmunda zajedno s većinom Frankopana podržavao Habsburgovce, dok su neki članovi roda bili pristaše napuljskog kralja Alfonsa V. Aragonskog ili Janka Hunjadija, ugarskog regenta (gubernatora).   
Velike zasluge imao je gospodar Otočca za utemeljenje Otočke biskupije, jer je poduzeo niz radnji s tim ciljem. Njegova nastojanja da ostvari taj cilj su uspjela kada je papa Pio II. dana 5. ožujka 1460. izdao bulu kojom se formira nova crkvena pokrajina. Za prvog otočkog biskupa Žigmund je Frankopan odabrao Blaža Nikolića, dubrovačkog dominikanca. Tada je crkva sv. Nikole postala katedrala. Novopostavljeni biskup dobio je od kneza, između ostalog, kuću u Otočcu, kuću na Poljicama, nekoliko selišta, mlinove u Švici, Šumećici i Poljicama, više desetaka jutara zemlje, te vinograde u Vinodolu i Senjskoj Dragi.
Žigmund Frankopan umro je 1465. Nije imao muškog potomka, pa je Otočac preuzeo njegov brat Martin IV. Frankopan. Kasnije je njegove posjede pod svoju upravu stavio kralj Matijaš Korvin. Imao je dvije kćeri, Barbaru i Doroteju, koje su obje rođene u Otočcu. Barbara se udala za srpskog naslovnog despota Vuka Grgurevića Brankovića (*~1440; †16. travnja 1485.), a Doroteja za Stjepana VIII. Babonića Blagajskog. Obje su živjele do kraja 15. ili početka 16. stoljeća.

## Vanjske poveznice
- Žigmund Frankopan preuzima Otočac i posjede oko njega
- Prozor - srednjovjekovni grad kod Otočca koji je 1449. godine pripao Žigmundu Frankopanu
- Vuk Grgurević Branković oženio je kneginju Barbaru, kćer Žigmunda Frankopana Otočkog